# Jonathan Sabbatini
Jonathan Maximiliano Sabbatini Perfecto (Paysandú, 31 marzo 1988) è un calciatore uruguaiano, centrocampista del Taverne.

## Carriera
Capitano del FC Lugano, disputa oltre 10 stagioni con i bianconeri, di cui diventa un punto fermo ed una sicurezza in ogni partita, tanto da vincere la Coppa Svizzera 2021-2022 e giocare diverse partite a livello europeo con i luganesi. Il 6 dicembre 2023 in occasione di Lugano - Basilea, festeggia la sua 412ª presenza con la maglia del Lugano, superando il record precedentemente detenuto da René Morf e diventando di fatto il giocatore con il maggior numero di presenze nella storia del Lugano. Il 23 giugno 2024 il giocatore, in scadenza di contratto con la compagine elvetica, decide di non accettare l’offerta di lavoro nella dirigenza del club ticinese.

## Statistiche

### Presenze e reti nei club
Statistiche aggiornate al 4 gennaio 2024.
| Stagione        | Squadra         | Campionato      | Campionato | Campionato | Coppe nazionali | Coppe nazionali | Coppe nazionali | Coppe continentali | Coppe continentali | Coppe continentali | Altre coppe | Altre coppe | Altre coppe | Totale | Totale |
| Stagione        | Squadra         | Comp            | Pres       | Reti       | Comp            | Pres            | Reti            | Comp               | Pres               | Reti               | Comp        | Pres        | Reti        | Pres   | Reti   |
| --------------- | --------------- | --------------- | ---------- | ---------- | --------------- | --------------- | --------------- | ------------------ | ------------------ | ------------------ | ----------- | ----------- | ----------- | ------ | ------ |
| 2008-2009       | Virtus Lanciano | 1D              | 7          | 0          | CI              | 0               | 0               | -                  | -                  | -                  | -           | -           | -           | 7      | 0      |
| 2009-2010       | Chieti          | SD              | 22         | 3          | -               | -               | -               | -                  | -                  | -                  | -           | -           | -           | 22     | 3      |
| 2010-2011       | Chieti          | 2D              | 29         | 4          | -               | -               | -               | -                  | -                  | -                  | -           | -           | -           | 29     | 4      |
| 2011-2012       | Chieti          | 2D              | 32         | 8          | -               | -               | -               | -                  | -                  | -                  | -           | -           | -           | 32     | 8      |
| Totale Chieti   | Totale Chieti   | Totale Chieti   | 83         | 15         |                 | -               | -               |                    | -                  | -                  |             |             |             | 83     | 15     |
| 2012-2013       | Lugano          | CL              | 24         | 2          | CS              | 2               | 0               | -                  | -                  | -                  | -           | -           | -           | 26     | 2      |
| 2013-2014       | Lugano          | CL              | 32         | 6          | CS              | 2               | 1               | -                  | -                  | -                  | -           | -           | -           | 34     | 7      |
| 2014-2015       | Lugano          | CL              | 32         | 6          | CS              | 2               | 0               | -                  | -                  | -                  | -           | -           | -           | 34     | 6      |
| 2015-2016       | Lugano          | SL              | 33         | 6          | CS              | 5               | 1               | -                  | -                  | -                  | -           | -           | -           | 38     | 7      |
| 2016-2017       | Lugano          | SL              | 29         | 3          | CS              | 0               | 0               | -                  | -                  | -                  | -           | -           | -           | 29     | 3      |
| 2017-2018       | Lugano          | SL              | 33         | 4          | CS              | 4               | 1               | UEL                | 6                  | 0                  | -           | -           | -           | 43     | 5      |
| 2018-2019       | Lugano          | SL              | 34         | 5          | CS              | 4               | 1               | -                  | -                  | -                  | -           | -           | -           | 38     | 6      |
| 2019-2020       | Lugano          | SL              | 26         | 1          | CS              | 1               | 0               | UEL                | 3                  | 0                  | -           | -           | -           | 30     | 2      |
| 2020-2021       | Lugano          | SL              | 30         | 0          | CS              | 2               | 0               | -                  | -                  | -                  | -           | -           | -           | 32     | 0      |
| 2021-2022       | Lugano          | SL              | 35         | 4          | CS              | 5               | 1               | -                  | -                  | -                  | -           | -           | -           | 40     | 5      |
| 2022-2023       | Lugano          | SL              | 35         | 3          | CS              | 6               | 1               | UECL               | 2                  | 0                  | -           | -           | -           | 43     | 4      |
| 2023-2024       | Lugano          | SL              | 17         | 2          | CS              | 3               | 1               | UEL+ UECL          | 2+6                | 0+0                | -           | -           | -           | 28     | 3      |
| Totale Lugano   | Totale Lugano   | Totale Lugano   | 360        | 42         |                 | 36              | 7               |                    | 19                 | 0                  |             | -           | -           | 415    | 49     |
| Totale carriera | Totale carriera | Totale carriera | 443        | 57         |                 | 36              | 7               |                    | 19                 | 0                  |             | -           | -           | 498    | 64     |

## Palmarès

### Club

#### Competizioni nazionali
- Serie D: 1

Chieti: 2008-2009
- Challenge League: 1

Lugano: 2014-2015
- Coppa Svizzera: 1

Lugano: 2021-2022